# ناثان بوريت
ناثان بوريت (بالإنجليزية: Nathan Porritt)‏ هو لاعب كرة قدم بريطاني في مركز الوسط، ولد في 9 يناير 1990 في ميدلزبرة في المملكة المتحدة. شارك مع منتخب إنجلترا تحت 17 سنة لكرة القدم. أما مع النوادي، فقد لعب مع أولمبيك تشارلروا ونادي دارلنجتون ونادي سلتيك نايشون ونادي ميدلزبره.

## وصلات خارجية
- ناثان بوريت على موقع قاعدة بيانات كرة القدم.إي يو (الإنجليزية)
- ناثان بوريت على موقع Soccerbase.com (لاعب) (الإنجليزية)
- ناثان بوريت على موقع Soccerway.com (الإنجليزية)